# Aeroporto di Jesi
L'aeroporto di Jesi era un aeroporto situato nel territorio comunale di Jesi, in provincia di Ancona. Attivo fino agli anni sessanta è ormai definitivamente scomparso.

## L'aeroscalo dirigibili
L'aeroporto di Jesi nasce come aeroscalo per dirigibili, alla vigilia della prima guerra mondiale, con lo scopo di difendere il litorale Adriatico. Il primo dirigibile vi fa scalo nel marzo del 1914. La prima aeronave destinata alla base è l'M.2 Città di Ferrara giunta all'aeroscalo nell'agosto dello stesso anno. Durante il periodo bellico, vi saranno basati 12 dirigibili, in maniera discontinua. Il compito principale assegnato loro è la ricognizione aerea sul mare Adriatico, per avvistamento di flotte avversarie. 
Dalla fine del 1916 era la sede della Sezione Difesa Jesi fino al giugno 1919.
L'aeroporto verrà bombardato per tre volte riportando ingenti danni e dall'ottobre del 1919 verrà completamente smobilitato.

## Con la Regia Aeronautica
Solo nel 1935 l'interesse verso l'aeroporto si risveglia e la Regia Aeronautica progetta di assegnare a Jesi una squadriglia da ricognizione e una da bombardamento. Dal 1936, l'aeroporto è intitolato al pilota anconetano Carlo Simeoni, morto in combattimento nella guerra di Etiopia.
Nell'aeroporto viene stabilita una squadriglia di caccia fino al 1943. Viene istituita una scuola di pilotaggio di secondo periodo per la specialità di bombardamento terrestre.

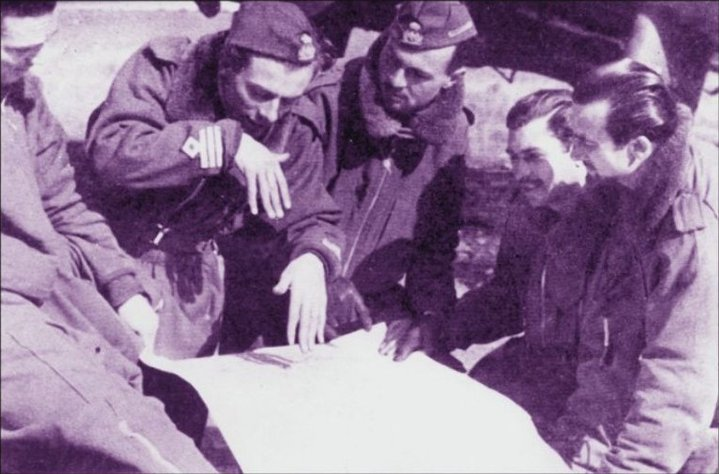
Il leggendario asso Giuseppe Cenni, comandante dei reparti a Tuffo di Jesi, mostra la sequenza dei tuffi: tutti i piloti ritratti nella foto perderanno la vita in azione di guerra.

Centrale divenne il ruolo dell'aeroporto durante l'invasione della Jugoslavia, quando per l'occasione venne inviata sull'Aeroporto di Jesi la 239ª Squadriglia Autonoma Tuffatori, quella che aveva ottenuto più risultati nella specialità, con gli Stuka. A comandarla c'era il leggendario asso dei Tuffatori Giuseppe Cenni (Medaglia d'oro al valor militare), il più giovane e decorato ufficiale superiore della Regia Aeronautica. Cenni, con la sua 239, iniziò ad operare fin dal 10 aprile 1941 in missioni antinave e contro obbiettivi strategici. Tra i vari attacchi vi fu quello al porto di Selenico dove fu affondata una grossa nave da guerra (2.000 t.). In queste attività si persero 3 Stuka con 4 morti. Ma la resistenza jugoslava ben presto cadde. Chiuse le ostilità Cenni, con i suoi uomini, vennero subito rinviati a Galatina, per la difficile campagna in Grecia.
Nel 1943 viene usato come scalo dagli aerei tedeschi che vengono trasferiti verso il sud dell'Italia.
Dopo l'armistizio di Cassibile, viene occupato dai tedeschi, i quali vi basano un reparto da ricognizione. A luglio del 1944, il fronte italiano sale verso il nord e l'aeroporto, abbandonato dai tedeschi, viene occupato dagli inglesi che lo utilizzano fino alla fine delle ostilità.

## L'abbandono
Tornato in possesso delle autorità italiane nel 1947, l'aeroporto viene utilizzato saltuariamente da voli militari e più assiduamente dall'Aeroclub di Ancona. Le autorità militari lo abbandonano preferendogli il poco distante Falconara e nel 1963 si decide di impiantare, sulla stessa area, la zona industriale di Jesi. Oggi l'aeroporto non esiste più e al suo posto sorgono strade, fabbriche, ristoranti e attività commerciali.

### Periodici
- Carlo Migliavacca, Ricordo di un eroe: il magg. pil. Giuseppe Cenni (PDF), in Aeronautica, n. 8-9, Roma, Associazione Arma Aeronautica, 2013.